# Bergsvannet
Bergsvannet est un lac de Norvège avec une superficie de 2,62 km2. Il se situedans la municipalité de Holmestrand dans le comté de Vestfold og Telemark.

## Description

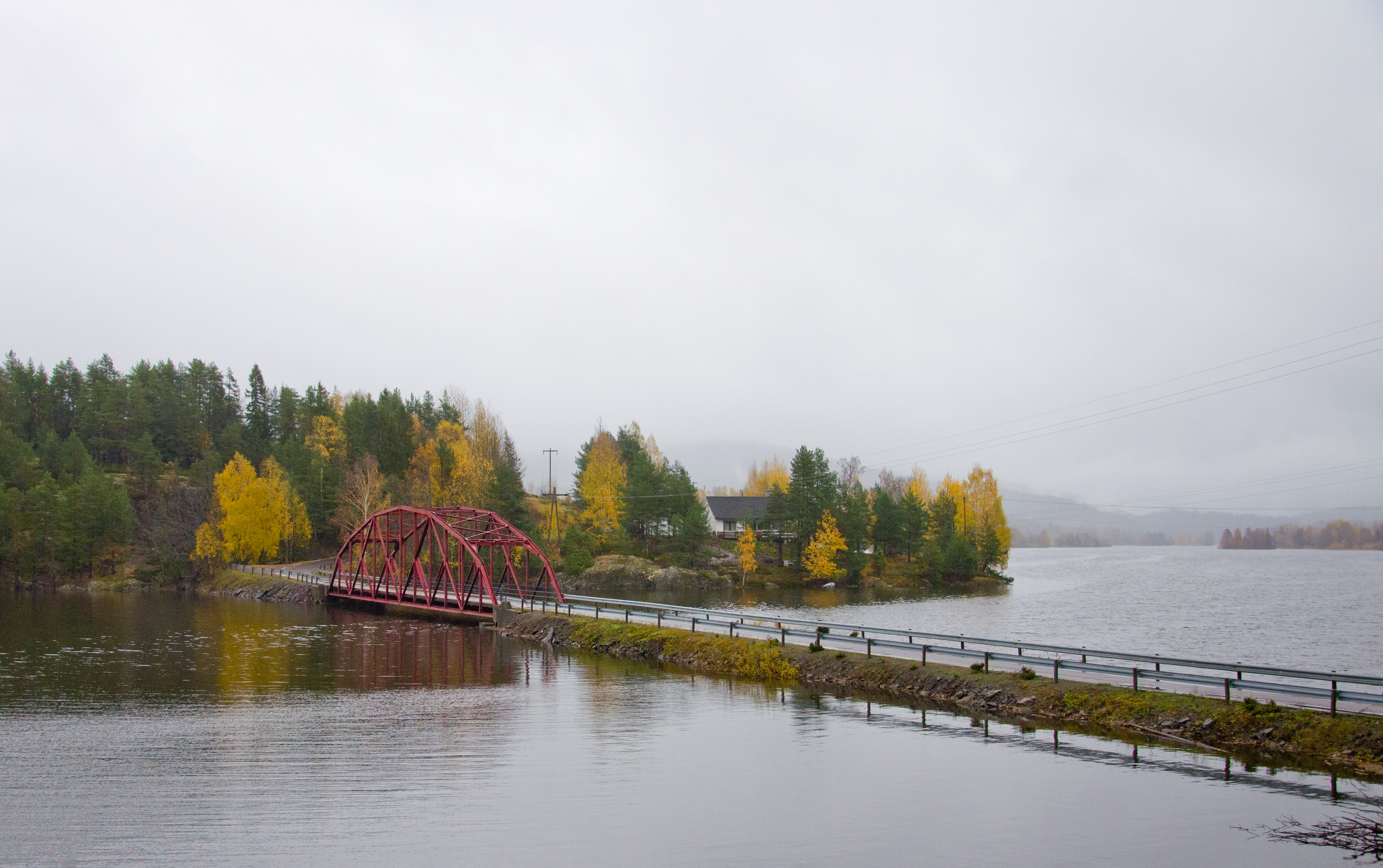
Bergsvannet

Le lac se situe juste au sud-est du village d'Eidsfoss.
L'entrée principale de l'eau de montagne est la Kopstadelva, qui vient du sud, et a une sortie vers Eikeren. L'eau fait partie de l'Eikerenvassdraget (une branche de la Drammenselva), qui draine la majeure partie de l'ancienne commune de Hof.
La route départementale 3236 passe du côté nord-est du lac, et la route départementale 35 passe du côté ouest.
Il y a des brochets et des grosses perches dans l'eau. Il y a aussi une zone de baignade publique.